# 1000nen, Zutto Soba ni Ite...
1000nen, Zutto Soba ni Ite… (1000年、ずっとそばにいて… Sennen, Zutto Soba ni Ite…, For 1000 Years, Always Be By My Side…) é o sexto single japonês da boy band sul-coreana Shinee. Foi lançado em 12 de dezembro de 2012.

## Antecedentes e lançamento
A balada "1000nen, Zutto Soba ni Ite …" foi lançada em 12 de dezembro de 2012. A faixa do lado B, "Kimi ga Iru Sekai", é outra balada, com piano e percussão. A faixa do lado B, "Kimi ga Iru Sekai", é outra balada, com piano e percussão. O single vem com um DVD bônus, um livro com 28 páginas com fotos e letras de músicas, e um cartão de negociação.

## Vídeo musical
Em 16 de novembro de 2012, Shinee revelou um trailer especial para "1000nen, Zutto Soba ni Ite …" através do canal oficial no YouTube de EMI Music Japan. O vídeo da música foi lançado em 26 de novembro de 2012.

## Lista de faixas
| Edições limitadas e edição padrão do CD |                                                                |                  |                                            |         |  |
| N.º                                     | Título                                                         | Letras           | Música                                     | Duração |  |
| 1.                                      | "1000nen, Zutto Soba ni Ite…"                                  | Junji Ishiwatari | Steven Lee, The Goldfingerz, Jimmy Richard | 4:16    |  |
| 2.                                      | "Kimi ga Iru Sekai" (君がいる世界 "The World Where You Exist") | H.u.b            | Dapo Torimiro, Jamie Houston               | 3:22    |  |
| Duração total:                          | Duração total:                                                 | Duração total:   | Duração total:                             | 7:39    |  |

| CD (apenas a edição regular) |                                              |         |  |
| N.º                          | Título                                       | Duração |  |
| 3.                           | "1000nen, Zutto Soba ni Ite…" (Instrumental) | 4:16    |  |
| 4.                           | "Kimi ga Iru Sekai" (Instrumental)           | 3:22    |  |

| DVD (edição limitada) |                                                                      |         |  |
| N.º                   | Título                                                               | Duração |  |
| 1.                    | "1000nen, Zutto Soba ni Ite…" (vídeo musical) (versão completa)      |         |  |
| 2.                    | "1000nen, Zutto Soba ni Ite…" (vídeo musical) (Directors Cut Ver.)   |         |  |
| 3.                    | "1000nen, Zutto Soba ni Ite…" (Jacket & Music Video Shooting Sketch) |         |  |

## Desempenho nas paradas

### Oricon chart
| Lançamento             | Oricon Chart          | Posição | Vendas de estreia | Total de vendas |
| ---------------------- | --------------------- | ------- | ----------------- | --------------- |
| 12 de dezembro de 2012 | Daily Singles Chart   | 2       | 22,954            | 46,117+         |
| 12 de dezembro de 2012 | Weekly Singles Chart  | 3       | 40,017            | 46,117+         |
| 12 de dezembro de 2012 | Monthly Singles Chart | 10      | 45,353            | 46,117+         |
| 12 de dezembro de 2012 | Yearly Singles Chart  | —       | —                 | 46,117+         |

### Outros charts
| País   | Gráfico                                    | Melhores posições |
| ------ | ------------------------------------------ | ----------------- |
| Japão  | Recochoku "Chaku-Uta" daily singles        | 3                 |
| Japão  | Recochoku "Chaku-Uta" weekly singles       | 6                 |
| Japão  | Billboard Japan Adult Contemporary Airplay | 42                |
| Japão  | Billboard Japan Hot Top Airplay            | 6                 |
| Japão  | Billboard Japan Hot Singles Sales          | 3                 |
| Japão  | align="center"\|3                          |                   |
| Taiwan | G-Music Asia Chart                         | 1                 |
| Taiwan | G-Music Combo Chart                        | 12                |